# Robertsonidra sutila
Robertsonidra sutila är en mossdjursart som beskrevs av Tilbrook 2006. Robertsonidra sutila ingår i släktet Robertsonidra och familjen Robertsonidridae. Inga underarter finns listade i Catalogue of Life.